# Bequaertiana argyriventris
Bequaertiana argyriventris är en tvåvingeart som beskrevs av Charles Howard Curran 1929. Bequaertiana argyriventris ingår i släktet Bequaertiana och familjen gråsuggeflugor.
Artens utbredningsområde är Liberia. Inga underarter finns listade i Catalogue of Life.